# Чадрел Ринпоче
Чадрел Ринпоче (тиб: བྱ་ བྲལ་ རིན་པོ་ཆེ་, 1940 — 2011)  — лама школы гелугпа тибетского буддизма  и настоятель монастыря Ташилунпо в Шигадзе, резиденции Панчен-лам. Приговорён к пяти годам лишения свободы в результате противоречий, возникших при поиске перевоплощения 10-го Панчен-ламы,  был освобождён в 2002 году и помещён под домашний арест в военном лагере близ Лхасы, где он умер в 2011 году, по-видимому, став жертвой отравления.

## Биография
Чадрел Ринпоче родился в Шигадзе в 1940 году. Жил в Ташилунпо с 15-летнего возраста, где изучал Священные тексты, а затем остался в этом монастыре и стал кхенпо. В 1956 году служил префектуре административного офиса по делам религии Постоянного комитета. В 1962-1965 годах учился в китайской буддийской академии. Чадрел Ринпоче занимал должности директора Общества гражданской администрации и председателя Комитета по демократическому управлению монастыря Ташилунпо. Он был членом Народного политического консультативного совета Китая (НПКСК) и заместителем председателя НПКСК Тибетского автономного района.
После ухода 10-го Панчен-ламы Коммунистическая партия Китая поручила Чадрелу Ринпоче, настоятелю монастыря  Ташилунпо, полагая, что он будет действовать в её интересах, найти реинкарнацию Панчен-ламы. 14-й Далай-лама предложил Пекину, что он направит делегацию высокопоставленных религиозных деятелей «ассистировать» Чадрелу Ринпоче. Но это предложение было отклонено китайскими властями, которые характеризовали его как "излишнее". Далай-лама и тибетские власти начали в соответствии с тибетскими традициями организовывать поиски с целью найти перевоплощение Панчен-ламы. Чадрел Ринпоче обнаружил трёх детей с замечательными качествами на Тибете. Среди них был и маленький Гедун Чокьи Ньима, сын тибетских кочевников. Гедун без колебаний признавал собственность умершего Панчен-ламы. Он также сказал своим родителям: «Я Панчен-лама. Мой монастырь — Ташилунпо». 14 мая 1995 года Далай-лама официально признал этого юного 6-летнего мальчика был в качестве 11-го Панчен-ламы.
Согласно мнению Темпы Церинга связи между Далай-ламой и Чадрелом Ринпоче были вполне официальными и для их поддержания использовались каналы посольства Китая в Индии или буддийской ассоциации Китая.
18 мая 1995 года Чадрел Ринпоче, глава китайской официальной комиссии, ответственной за поиски реинкарнации последнего Панчен-ламы, был задержан в аэропорту Чэнду во время возвращения из Пекина в Шигадзе, через четыре дня после объявления об обнаружении 11-й реинкарнации Панчен-ламы 14 мая 1995 года в Дхарамсале. Он был доставлен в Пекин и лишён общения с внешним миром. Лишь спустя 2 года власти Китая признали, что Чадрел Ринпоче арестован.
Во время следствия был обвинён в тайном сотрудничестве с Далай-ламой.  На судебном процессе 27 апреля 1997 года Чадрел Ринпоче за «сговор с сепаратистскими силами за рубежом» и «разглашение государственной тайны» был приговорён к шести годам лишения свободы и трём годам последующего ограничения прав . Сообщалось, что в июле 1997 года он держал голодовку с требованием разрешить прогулки в тюремном дворе. Согласно информации, полученной ТЦПЧД (Тибетского Центра по правам человека и демократии), Чадрел Ринпоче был освобождён из Чуандонской (Chuandong) тюрьмы № 3 в районе Tazhu (Дацзу?)  в Сычуане, в январе 2002 года. После освобождения он был немедленно помещён под домашний арест в военном лагере близ Лхасы. Он умер в 2011 году в возрасте 71 года. Есть подозрения, что Чадрел Ринпоче был отравлен. Рассматривался общественной организацией Human Rights Watch (Хьюман Райтс Вотч) как узник совести. 
Джампа Чан, секретарь монастыря  Ташилунпо и Гиара Церинг Самдруп, бизнесмен, который был связан с 10-м Панчен-ламой, также были приговорены к четырём и двум годам лишения свободы, соответственно. 13 ноября 2010 года Джампа Чан умер в заключении от болезни, после того, как ему неоднократно отказывали в медицинской помощи во время его длительного заключения и домашнего ареста. 
Лоди Гьяри Ринпоче сказал: "Чадрел Ринпоче в своих усилиях по поиску реинкарнации 10-го Панчен-ламы лишь следовал обычной тибетской религиозной традиции.".